# Symphonic Suite from Actraiser
Symphonic Suite from Actraiser (AFI: /sɪɱˈfɑnɪk swiːt frɒm ˌæktˈreɪzə/) es un álbum compuesto e interpretado por Yūzō Koshiro, publicado en 1991. Es la segunda versión de la banda sonora original del videojuego Actraiser. La versión original fue publicada ocho meses antes el mismo año.

## Producción

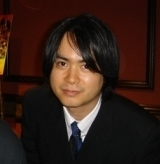
Yūzō Koshiro, productor, compositor e intérprete de la banda sonora original de ActRaiser

El álbum fue producido por Yūzō Koshiro y publicado por Alfa Records. La banda sonora original fue producida para Actraiser, un videojuego japonés desarrollado por Quintet en 1990 para la plataforma Super Famicom, y fue publicada en Japón el 21 de septiembre de 1991.

## Recepción
La banda sonora original de Actraiser y su compositor han sido reconocidos internacionalmente. El videojuego fue premiado en la categoría de Mejor Música en 1993 por Electronic Gaming Monthly. En 2004, una mezcla de la música del juego, arreglada por el compositor original, fue interpretada en vivo en el segundo Symphonische Spielemusikkonzerte anual en Leipzig, Alemania.

## Lista de canciones
| N.º   | Título                                          | Duración |  |
| 1.    | «Opening ~ Sky Palace ~ Blood Pool ~ Casandora» | 0:21     |  |
| 2.    | «Intermezzo I»                                  | 4:22     |  |
| 3.    | «Filmoa»                                        | 2:49     |  |
| 4.    | «Intermezzo II»                                 | 0:31     |  |
| 5.    | «Aitos ~ Temple ~ Descent ~ World Tree»         | 5:19     |  |
| 6.    | «Intermezzo III»                                | 0:21     |  |
| 7.    | «Pyramid ~ Marana ~ Silence ~ North Wall»       | 5:57     |  |
| 8.    | «Birth of the People ~ Offering»                | 3:07     |  |
| 9.    | «The Beast Appears ~ Formidable Foe ~ Satan»    | 3:18     |  |
| 10.   | «Peaceful World ~ Ending»                       | 4:38     |  |
| 30:43 |                                                 |          |  |